# Empty Glass
Empty Glass è il secondo album di Pete Townshend (anche se viene considerato il primo dato che Who Came First era una collezione di demo). L'album tratta diversi temi e problemi che Townshend stava affrontando in quel periodo, come l'alcolismo, l'abuso di droga, la morte di alcuni amici. Empty Glass contiene anche una canzone d'amore, Let My Love Open the Door, che si posizionò nella top ten dei singoli negli Stati Uniti, oltre agli altri singoli che ebbero un successo minore Rough Boys e A Little Is Enough.

## Tracce
Testi e musiche di Pete Townshend.
1. Rough Boys – 4:02
2. I Am an Animal – 3:51
3. And I Moved – 3:21
4. Let My Love Open the Door – 2:44
5. Jools and Jim – 2:36
6. Keep on Working – 3:23
7. Cat's in the Cupboard – 3:34
8. A Little Is Enough – 4:42
9. Empty Glass – 5:25
10. Gonna Get Ya – 6:25

### Bonus track della ristampa del 2006- Imperial Japan CD
1. I Am an Animal (demo con versione alternativa della voce) - 3:48
2. Keep on Working (demo con versione alternativa della voce) - 3:32
3. And I Moved (demo con versione alternativa della voce) - 3:06
4. Gonna Get Ya (work-in-progress long version) - 11:24

## Tracce non inserite nell'album
1. Classified (demo registrato nel 1970 pubblicato come b-side in diverse versioni europee del singolo del 1980 Let My Love Open the Door)
2. Greyhound Girl (b-side di Let My Love Open the Door EP in Europa)
3. Let My Love Open the Door (alternative mix dal CD singolo UK del 1996)

## Musicisti

### Artista
- Pete Townshend - voce, chitarra, tastiere, sintetizzatore

### Altri musicisti
- John "Rabbit" Bundrick - tastiere "straight"
- Mark Brzezicki - batteria
- James Asher - batteria
- Simon Phillips - batteria
- Tony Butler - basso
- Kenney Jones - batteria in Rough Boys
- Raphael Rudd - arrangiamenti degli ottoni in Rough Boys
- Peter Hope-Evans - armonica a bocca in Cat's In The Cupboard